# Ultramarinfabrik Weitenegg
Die Ultramarinfabrik Weitenegg steht in der Siedlung Weitenegg in der Marktgemeinde Leiben im Bezirk Melk in Niederösterreich.

## Lage
Die Fabriksanlage steht auf Weitenegg Nr. 5 am Fuß der Burgruine Weitenegg an der Biegung des Weitenbaches in die Donau.

## Geschichte
Der Kernbau entstand in der Mitte des 19. Jahrhunderts. Die Betriebsgründung erfolgte im zweiten Viertel des 19. Jahrhunderts durch Johann Setzer mit der künstlichen Erzeugung von Ultramarin mit Exporten bis in den Fernen Osten. 1870 erfolgte eine Erweiterung mit Abbruchmaterial des Ostbergfriedes der Burgruine Weitenegg.
Das Unternehmen vereinigte sich 1912 mit zwei weiteren Firmen zur Aktiengesellschaft Vereinigte Papier- und Ultramarinfabriken Jakob Kraus, Joh. Setzer, R. Schneider jun. 1921 wurde die Ultramarinfabrik von der Farbenfabrik Habich übernommen, die 1932 auch ihren Firmensitz nach Weitenegg verlegte.

## Architektur
Großer Gebäudekomplex mit mehrfach geknickter Fassade an der Biegung des Weitenbaches. Die fünfachsige Hauptfront aus der Mitte des 19. Jahrhunderts ist dreigeschoßig und hat einen Mittelrisalit unter einem Zwerchdach und zeigt paarweise gekuppelte Rundbogenfenster und eine Lisenengliederung der Fassade. Unter dem Traufgesims verläuft ein Rundbogenfries mit schießschartenförmigen Öffnungen für die Belüftung der Trockenböden.

## Altlasten
Etwa von 1940 bis 1980 wurden am Standort der Farbenfabrik Habich die anfallenden Abfälle, die massiv mit Schwermetallen belastet waren, ohne Sohl- und Böschungssicherung unmittelbar neben dem Weitenbach abgelagert. Im Jahr 2003 wurden diese Ablagerungen fast vollständig entfernt und entsorgt, nur im überbauten Bereich verblieb eine geringe Menge an verunreinigtem Material. Weiters wurde eine Teilumschließung errichtet, womit die Altlast nunmehr keine erhebliche Gefährdung für die Umwelt darstellt und als gesichert zu bewerten ist.